# Анастрангалии
Анастрангалии (лат. Anastrangalia) — род жуков из подсемейства усачики семейства жуков-усачей.
Личинки жуков этого рода обычно вгрызаются в древесину и могут повредить живые или срубленные бревна.

## Внешний вид
Довольно маленькие жуки, трихомы чаще всего красноватого или коричневатого цвета. Усики тонкие и короче тела. Преднеспинка более или менее колоколообразная, кроющие обычно слегка сужаются к заду. Ноги довольно длинные и тонкие.

## Образ жизни
У большинства жуков этого рода личинки живут в мертвой древесине, но есть и такие, которые живут в травах, в опавших шишках и т. д. Никто не нападает на живые растения. Взрослые жуки, которые обычно активны в середине лета, любят посещать цветы, особенно зонтики и другие растения с белыми открытыми цветами. Однако это относится не ко всем видам. Anastrangalia — быстрые насекомые, в отличие от большинства других усачиков, которые кажутся довольно медлительными.

## Синонимия
- Strangalla подрод Anastrangalia Casey, 1924
- Anastrangalia : Chemsak, 1964
- Marthaleptura Ohbayashi, 1963

## Систематика
- Anastrangalia Casey, 1924
  - Anastrangalia dissimilis (Fairmaire, 1900)
  - Anastrangalia dubia (Scopoli, 1763)
  - Anastrangalia haldemani (Casey, 1891)
  - Anastrangalia hirayamai (Matsushita & Tamanuki, 1942)
  - Anastrangalia kasaharai Makihara, 2002
  - Anastrangalia laetifica (LeConte, 1859)
  - Anastrangalia montana (Mulsant & Rey, 1863)
  - Anastrangalia renardi (Gebler, 1848)
  - Anastrangalia reyi (Heyden, 1889)
  - Anastrangalia rubriola (Bates, 1878)
  - Anastrangalia sanguinea (LeConte, 1859)
  - Anastrangalia sanguinolenta (Linnaeus, 1761)
  - Anastrangalia scotodes (Bates, 1873)

## Галерея

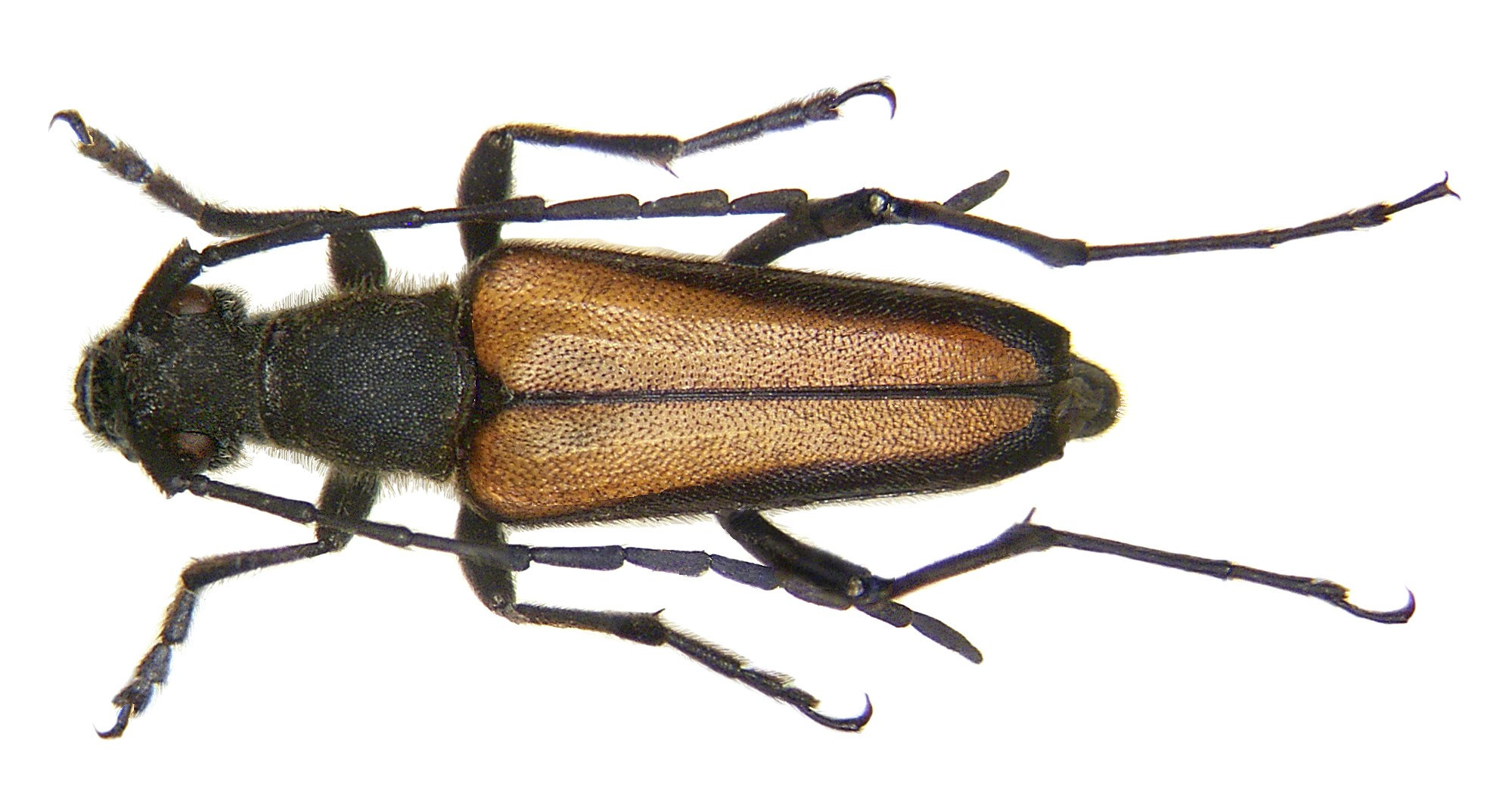
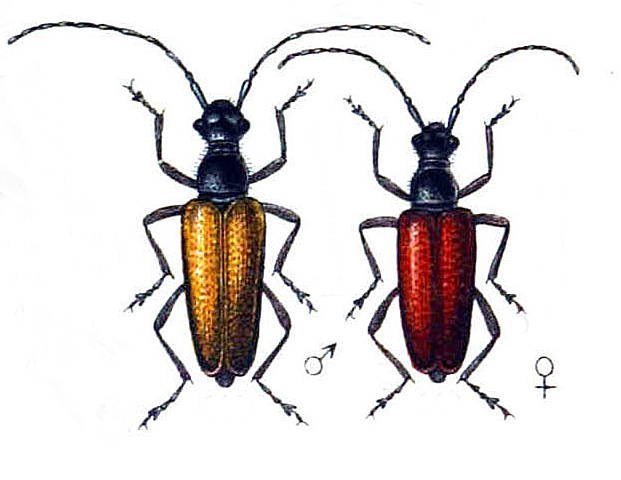
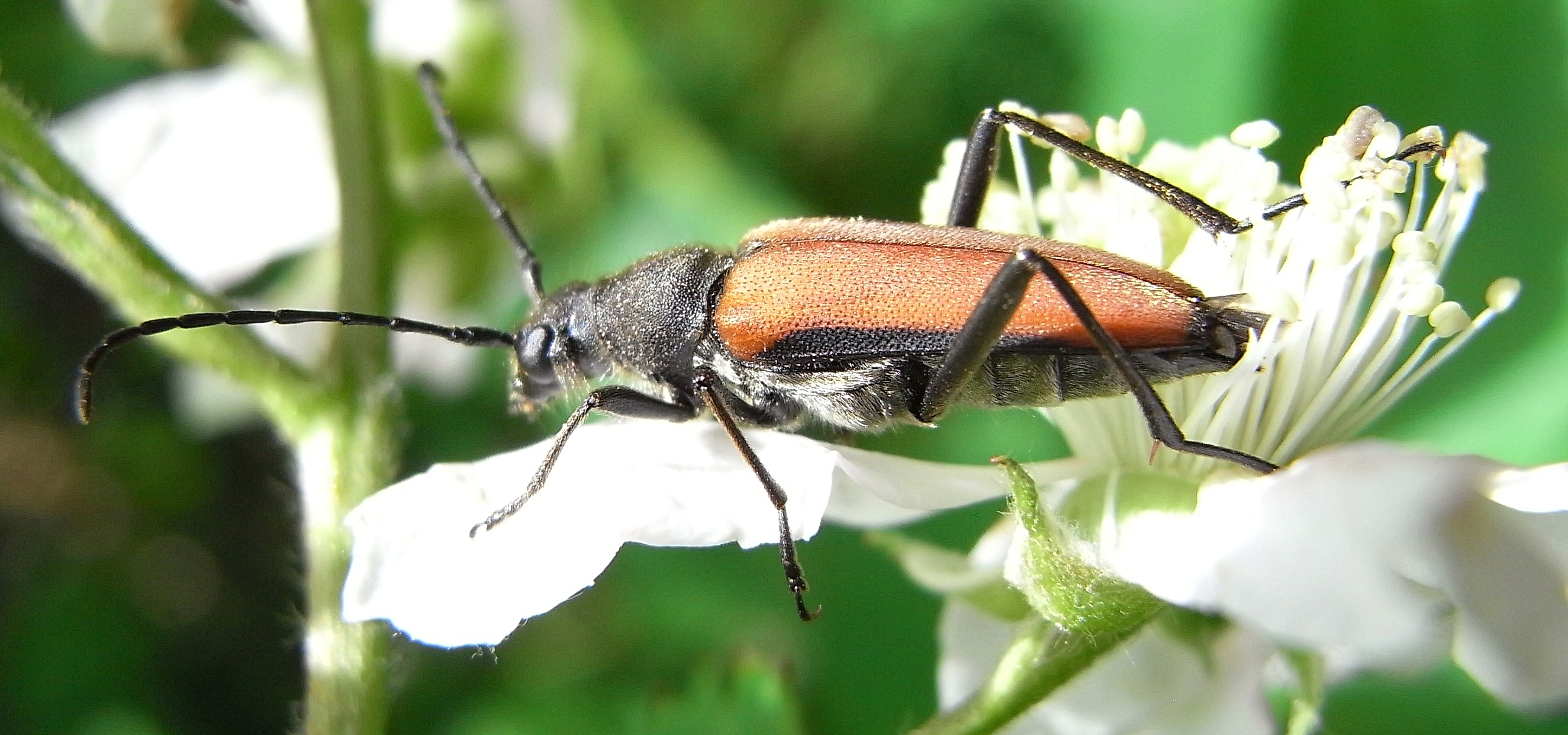
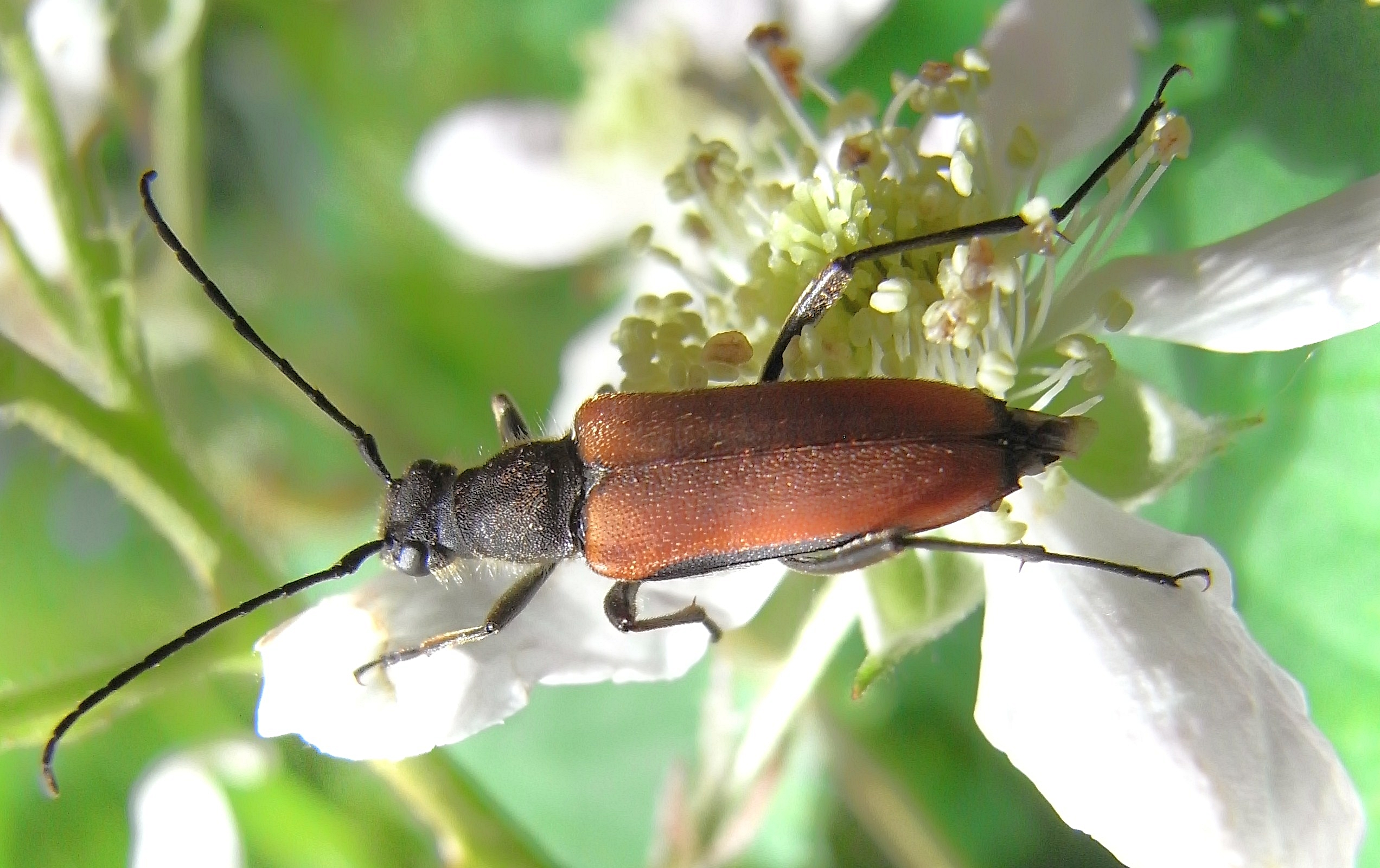
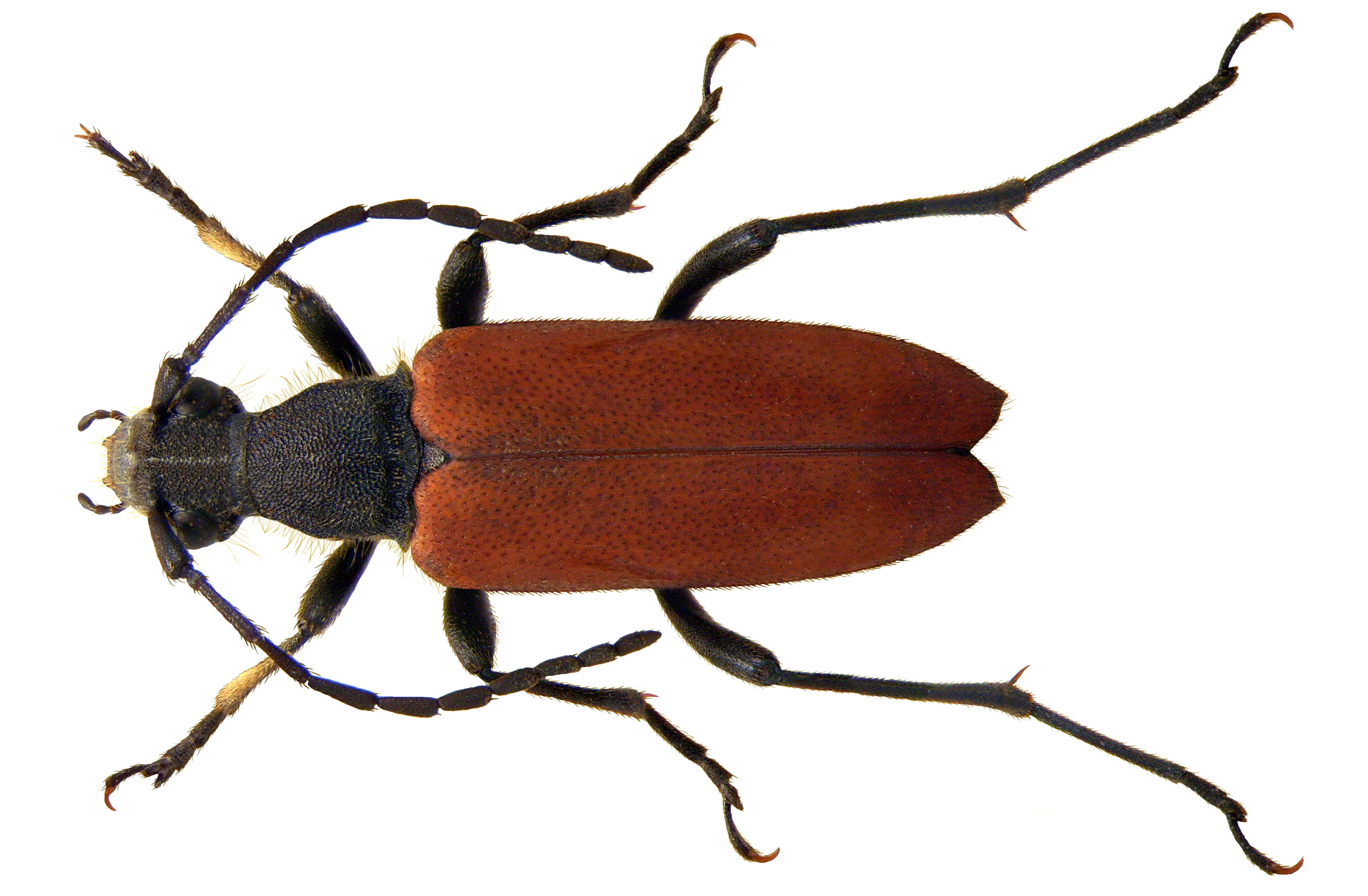
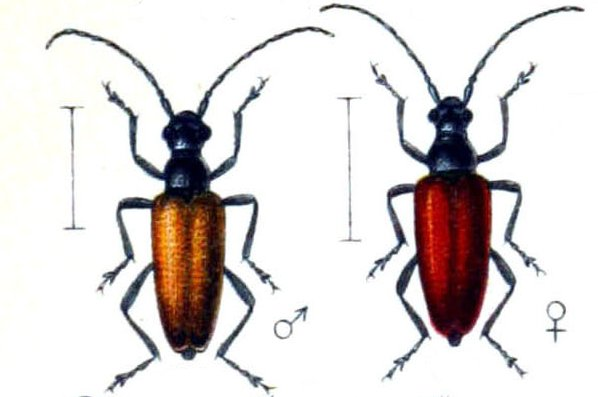